# Donje Zagorje
Donje Zagorje is een plaats in de gemeente Ogulin in de Kroatische provincie Karlovac. De plaats telt 252 inwoners (2001).